# جربت
جربت، روستایی از توابع بخش جلگه سنخواست شهرستان جاجرم در استان خراسان شمالی ایران است.

## جمعیت
این روستا در دهستان چهارده سنخواست قرار دارد و براساس سرشماری مرکز آمار ایران در سال ۱۳۸۵، جمعیت آن ۶۳۹ نفر (۱۸۵خانوار) بوده است.

## مردم
مردم روستای جربت از اصیل‌ترین اقوام تات در منطقه هستند و هنوز به زبان تاتی سخن می‌گویند.

## آثار باستانی
- محوطه سنگ‌نگاره‌های جربت